# Ізбрижжя
Ізбрижжя (рос. Избрижье) — присілок в Калінінському районі Тверської області Російської Федерації.
Населення становить 15 осіб. Входить до складу муніципального утворення Заволзьке сільське поселення.

## Історія
Від 2005 року входить до складу муніципального утворення Заволзьке сільське поселення.

## Населення
| 1859 | 1886 | 2002 | 2010 |
| ---- | ---- | ---- | ---- |
| 361  | ↗523 | ↘14  | ↗15  |